# Pen-Ek Ratanaruang

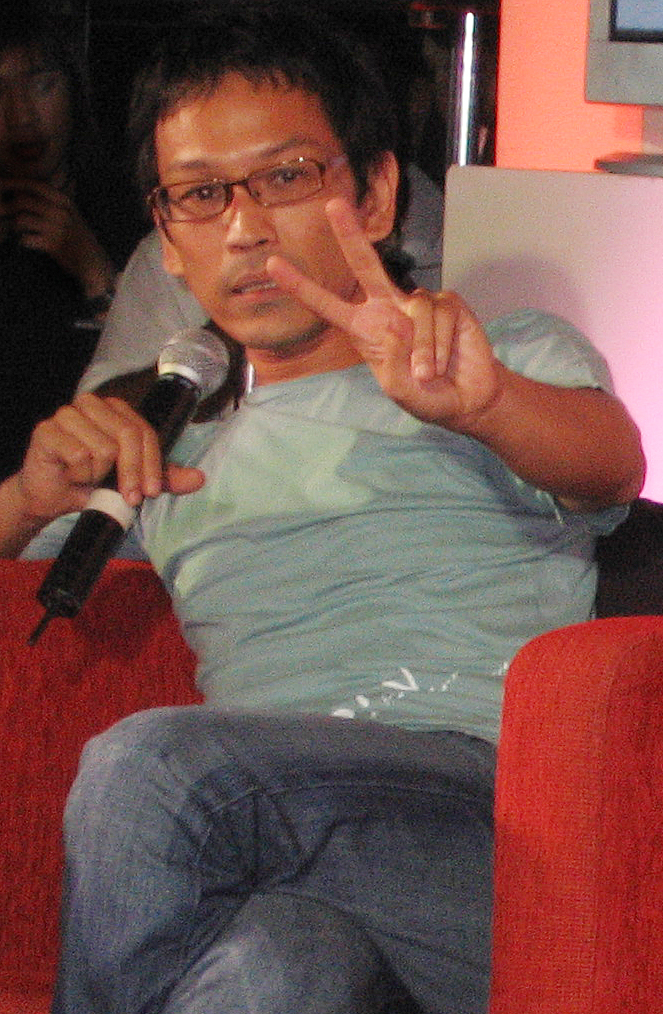
Pen-Ek Ratanaruang, Juni 2007

Pen-Ek Ratanaruang (Thai: เป็นเอก รัตนเรือง; * 8. März 1962 in Bangkok, Thailand) ist ein thailändischer Filmregisseur und Drehbuchautor. Gemeinsam mit Apichatpong Weerasethakul zählt er zu den wichtigsten zeitgenössischen Filmemachern Thailands.

## Biografie
Von 1977 bis 1985 studierte Pen-Ek Ratanaruang Kunstgeschichte und Philosophie am Pratt Institute in New York und war daraufhin drei Jahre lang bei einer New Yorker Designfirma tätig. In New York lernte er die Werke von Regisseuren wie Federico Fellini, Ingmar Bergman und Jim Jarmusch kennen. Besonders Jarmuschs Stranger than Paradise beeinflusste ihn stark.
Als er nach Thailand zurückkehrte, arbeitete er zunächst als künstlerischer Leiter bei einer Werbeagentur und wechselte 1993 zur Filmproduktionsgesellschaft The Film Factory, für die er einige preisgekrönte Fernsehwerbungen drehte und für die zu dieser Zeit auch Wisit Sasanatieng arbeitete. 1997 realisierte er mit Fun Bar Karaoke seinen ersten Spielfilm. Im Mittelpunkt steht darin eine junge Frau, die sich in den Auftragsmörder ihres Vaters verliebt.
Auf einigen internationalen Filmfestivals ausgezeichnet wurde sein nächster Film Ruang Talok 69 – Eine tödliche Adresse. Mit Monrak – Magische Liebe folgte 2000 ein Musical um einen jungen Mann, der zum Militärdienst eingezogen wird, aber fahnenflüchtig wird, um seinen Traum, Sänger zu werden, zu verwirklichen.
2003 schuf Pen-Ek in Zusammenarbeit mit dem Schriftsteller Prabda Yoon und dem Kameramann Christopher Doyle die thailändisch-japanische Koproduktion Last Life in the Universe, in der ein depressiver japanischer Bibliothekar (gespielt von Tadanobu Asano) kurz vor einem Suizidversuch den Tod eines Mädchens beobachtet und schließlich eine Beziehung mit deren älteren Schwester eingeht. Eine zweite Zusammenarbeit mit Asano und eine erneute Koproduktion, diesmal mit Hongkong, den Niederlanden und Südkorea, entstand 2006 mit Insible Waves. Dieser Film, der von einem japanischen Koch eines thailändischen Restaurants in Macau handelt, lief im Wettbewerb der Internationalen Filmfestspiele Berlin 2006.
Mit Ploy – Die Unbekannte im Hotel erschien 2007 wieder eine nur thailändische Produktion. In dieser geht es um ein Ehepaar, das nach sieben Jahren seine Beziehung in Frage stellt.

## Filmografie
- 1997: Fun Bar Karaoke (ฝันบ้าคาราโอเกะ)
- 1999: Ruang Talok 69 – Eine tödliche Adresse (เรื่องตลก 69, Ruang talok 69)
- 2001: Monrak – Magische Liebe (มนต์รักทรานซิสเตอร์, Monrak Transistor)
- 2003: Last Life in the Universe (เรื่องรัก น้อยนิด มหาศาล, Ruang rak noi nid mahasan)
- 2006: Invisible Waves (คำพิพากษาของมหาสมุทร)
- 2006: Total Bangkok
- 2007: Ploy – Die Unbekannte im Hotel (พลอย)
- 2009: Nymph (นางไม้, Nang mai)
- 2011: Headshot (Thai: ฝนตกขึ้นฟ้า – fon tok khuen fa)